# San Miguel el Alto, Chiapas
San Miguel el Alto är en ort i Mexiko.   Den ligger i kommunen Amatenango del Valle och delstaten Chiapas, i den sydöstra delen av landet, 800 km öster om huvudstaden Mexico City. San Miguel el Alto ligger 2 274 meter över havet och antalet invånare är 138.
Terrängen runt San Miguel el Alto är kuperad. Runt San Miguel el Alto är det ganska tätbefolkat, med 67 invånare per kvadratkilometer. Närmaste större samhälle är Teopisca, 13,4 km väster om San Miguel el Alto. I omgivningarna runt San Miguel el Alto växer huvudsakligen savannskog.